# Johan Buteux
Johan Pieter Idus Buteux (Heinkenszand, 13 april 1828 – Middelburg, 7 januari 1900) was een Nederlands burgemeester en politicus voor de Liberale Unie.

## Levensloop
Johan Buteux werd geboren als een zoon van Pieter Idus Buteux en Wilhelmina Antoinetta Ermerins. Hij begon zijn carrière als burgemeester van 's-Heer Arendskerke en 's-Heer Hendrikskinderen (in 1857 ging deze laatste op in de gemeente 's-Heer Arendskerke). Vanaf 1 januari 1856 was hij tevens de burgemeester en gemeentesecretaris van Heinkenszand en daarnaast was hij vanaf begin 1857 nog tweeënhalf jaar burgemeester van 's-Heer Abtskerke. Van 26 mei 1856 tot 1 mei 1870 was Buteux lid van de Provinciale Staten van Zeeland. Van 6 juli 1859 tot 1 mei 1870 functioneerde hij als lid van de Gedeputeerde Staten van Zeeland. Vervolgens was hij griffier van de Staten van Zeeland. Van 14 juli 1886 tot 27 maart 1888 was Buteux werkzaam als lid van de Tweede Kamer der Staten-Generaal.

## Persoonlijk
Op 2 april 1862 te Den Haag trouwde Buteux met Cecilia Johanna barones van Heemstra en samen hadden ze twee kinderen. Hij was een schoonzoon van Schelto van Heemstra en een achterneef van Pieter Buteux.

## Ridderorde
- Ridder in de Orde van de Nederlandse Leeuw, 8 juni 1873

- Biografisch Portaal: 58776292
- International Standard Name Identifier: 0000 0004 2312 9552
- Nederlandse Thesaurus van Auteursnamen: 355496127
- Parlement.com: vg09lkz08ay2
- Virtual International Authority File: 305806773
- WorldCat: E39PBJq733RBV4TJjmfGGpfwmd